# آرغون
الآرغون  هو عنصر كيميائي رمزه Ar وعدده الذرّي 18؛ وهو ينتمي إلى مجموعة الغازات النبيلة في الجدول الدوري؛ ويوجد على شكل غاز أحادي الذرّة، وهو عديم اللون والرائحة. يعدّ الآرغون، بعد النتروجين والأكسجين، ثالث أكثر الغازات وفرةً في غلاف الأرض الجوّي بنسبةٍ مقدارها 0.934% حجماً (تقريباً 1% من حجم الهواء)؛ كما أنّه أكثر عناصر الغازات النبيلة وفرةَ في العيّنات المستحصلة من القشرة الأرضية. إنّ أغلب الآرغون الموجود في الغلاف الجوّي للأرض هو على شكل آرغون-40، والأخير ينشأ من التحلّل الإشعاعي لنظير البوتاسيوم-40 في القشرة الأرضية. أمّا في الكون فإنّ النظير آرغون-36 هو السائد، وهو يتشكّل من التخليق النووي للعناصر في المستعرات العظمى.
يعود اكتشاف هذا العنصر إلى سنة 1894، وهو أوّل الغازات الخاملة المكتشفة، حين تمكّن وليام رامزي وجون وليام ستروت (لورد رايلي) من نشر أبحاثهما عن الغاز الجديد المكتَشف في الهواء، وأطلقا عليه اسم آرغون، وهي كلمة ذات أصل إغريقي، وتعني «خامل»، وذلك إشارةً إلى خموله الكيميائي. وبالفعل، فإنّ الآرغون لا يقوم بتشكيل أيّة مركّبات كيميائية، إلّا بحالات نادرة جدّاً، ويعود ذلك إلى اكتمال غلاف التكافؤ بالإلكترونات. تندرج أغلب القيم الفيزيائية للآرغون، من نقطتي الانصهار والغليان والكثافة، بين قيم العنصر الخامل الأخفّ منه (النيون) وعنصر الكريبتون الأثقل منه.
يُستحصَل على الآرغون تجارياً من التقطير التجزيئي للهواء، وهو يستخدم في التطبيقات التي تتطلّب تأمينَ جوٍّ من غازٍ خامل، مثل استخدامه غازاً حاجباً في عمليات اللحام القوسي، وكذلك في المختبرات الكيميائية عند إجراء التفاعلات الكيميائية الحسّاسة للأكسدة بأكسجين الهواء؛ كما يستخدم الآرغون أيضاً في تعبئة المصباح الفلورية والمتوهّجة. هناك نوعٌ خاصٌّ من أنواع الليزر، الذي يمكن إصداره من الآرغون، وله لون أخضر مزرقّ مميّز.

## التاريخ وأصل التسمية

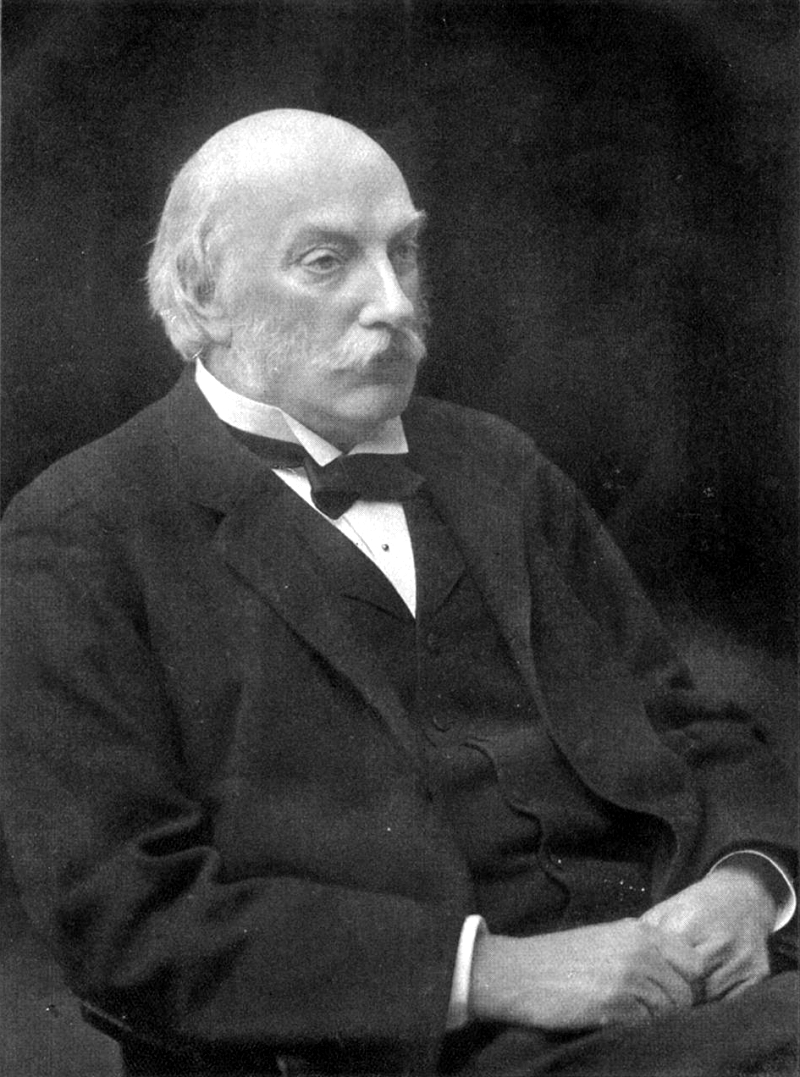
لورد رايلي، مكتشف الآرغون إلى جانب وليم رامزي

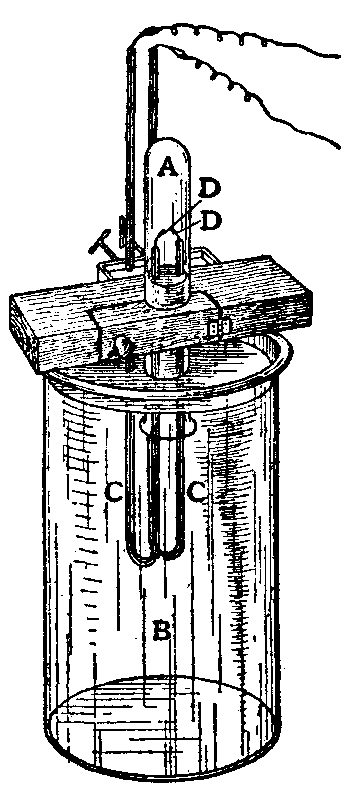
رسم توضيحي يعود إلى الموسوعة البريطانية سنة 1911 يصوّر جهاز تجرية كافنديش. A: أنبوب اختبار؛ B: محلول قلوي ممدّد؛ C: أنبوب زجاجي على شكل حرف U؛ D: قطب من البلاتين

أجرى هنري كافنديش سنة 1783 تجربةً كان هدفها دراسةَ الخواص التفاعلية للهواء، والتي كانت أوّل دليل على وجود الآرغون ضمن تركيب الهواء. قام كافنديش بتمرير تيّار كهربائي في كمّية محسوبة من غازي الأكسجين والنتروجين المستَحصَلين من الهواء، ممّا أدّى إلى حدوث تفاعل بينهما وتشكّل أكاسيد النتروجين؛ لكنّ كمّيةً ضئيلةً من الغاز لم تتفاعل، ولم يتمكّن حينها من تفسير تلك الظاهرة؛ لكنّه خمّن وجود غاز غير فعّال في الهواء.
عُزلَ غاز الآرغون أوّل مرّة سنة 1894 أثناء قيام جون ويليام ستروت (لورد رايلي) ووليام رامزي بتجاربهما على الهواء في كلّية لندن الجامعية. ولكن سبق ذلك بعض التجارب التي أجراها نيوال وهارتلي  سنة 1882؛ حيث لاحظا أنّ طيف الانبعاث للهواء لا ينطبق تماماً على العناصر المعروفة حينها. بعد ذلك لاحظ لورد رايلي سنة 1892 وجود فرق في كثافة غاز النتروجين بين عيّنة مستحصلة من الهواء ومن عينة مستحصلة من تفكّك الأمونيا؛ كما قام أيضاً بإعادة تجربة كافنديش في مفاعلة مكوّنات الهواء، وتوصّل إلى نفس نتيجته.
بعد عرض النتائج على وليم رامزي، قاما بتكرار التجربة وذلك بحجز كمّية من الهواء الجوّي مع كمّية إضافية من الأكسجين في أنبوب اختبار (A) مقلوباً رأساً على عقب فوق كمّية فائضة من محلول قلوي ممدّد (B)، والذي كان وفق تجربة كافنديش من هيدروكسيد البوتاسيوم؛ ثم قاما بتمرير تيار كهربائي في عيّنة الهواء بين قطبي البلاتين، واللذان يَمُرّان مَعزولَين داخل أنبوبَين (C) في المحلول على شكل حرف U وينتهيان بشكلٍ مكشوفٍ (D) دون عزلٍ أعلاه. تمّ تأمين القدرة الكهربائية من خلية غروف وملف حث (وشيعة تحريض) ذات حجم متوسّط. عند تمرير التيّار يتشكّل قوسٌ كهربائي ويتفاعل جرّاء ذلك غازا الأكسجين والنتروجين، ويمتصّ المحلول القلوي حينها أكاسيد النتروجين، بالإضافة إلى ثنائي أكسيد الكربون. كما قاما بإعادة تمرير التيّار الكهربائي لمرّات عدّة لمدّة تتراوح بين الساعة والساعتين، حتّى لم يَعُد يلاحظ تضاؤلٌ في حجم الغاز؛ كما لم تعد تلاحظ الخطوط الطيفية للنتروجين في العيّنة؛ كما قاما بالتخلّص من كمّية الأكسجين المتبقيّة بالتمرير على محلولٍ قلويّ من البيروغالول، ليتمكّنا في النهاية من عزل الغاز الجديد.
أيقن رامزي ولورد رايلي بعد تجارب عدّة أنّ الغاز الجديد هو مكوّن جديدٌ غير فعّال في الهواء؛ وأطلقا عليه اسم «Argon» وذلك من الإغريقية «ἀργόν»، وهي المفرد العادم (المحيّر) من «ἀργός»، والتي تعني: خامل، وذلك إشارةً إلى خموله الكيميائي؛ وبذلك يكون الآرغون أوّل الغازات النبيلة المكتَشفة. كان رمز هذا العنصر في الجدول الدوري "A" إلى سنة 1957، حين غُيَّر إلى "Ar".

## الوفرة الطبيعية
يعدّ الآرغون ثالثَ الغازات وفرةً في تركيب الغلاف الجوّي للأرض بعد النتروجين والأكسجين؛ وأكثر الغازات النبيلة وفرةً في الأرض؛ فهو يشكّل ما نسبته 0.934% حجماً في تركيب الغلاف الجوّي، أي ما يعادل 1.288% بالنسبة للكتلة. كما يوجد الآرغون أيضاً في ماء البحر وفي القشرة الأرضية بتركيز مقداره 1.2 جزء في المليون (ppm) و0.45 جزء في المليون (ppm)؛ على الترتيب. يتكوّن أكثر من 99% من الآرغون الموجود في الأرض من النظير 40Ar، والذي ينشأ من تحلّل نظير البوتاسيوم 40K. ينطلق الآرغون عند انصهار الصخور في الوشاح الجيولوجي الأرضي، ويوجد بكمّيّات جيّدة في الطبقات البازلتية للقشرة المحيطية. كما يمكن أن يصل الآرغون من الصخور إلى المياه الجوفية لينحلّ بها، مثلما هو الحال في بعض مياه الينابيع العميقة.
أمّا بالنسبة للكون، فإنّ الآرغون يعدّ من العناصر الوفيرة نسبياً، وذلك بشكلٍ يقارَن مع عنصرَي الكبريت والألومنيوم؛ وهو يأتي من حيث ترتيب وفرة الغازات النبيلة في المرتبة الثالثة بعد الهيليوم والنيون. يتشكّل الآرغون أثناء التخليق النووي للعناصر في النجوم والكواكب الغازية على هيئة نويدة ابتدائية من النظيرَين 36Ar و38Ar، وذلك بنسبة من 36Ar إلى 38Ar تصل إلى 5.7؛ أمّا النظير الثالث المستقرّ للآرغون 40Ar فلا يوجد في الكون إلا بكميّات ضئيلة نسبياً.

## الإنتاج
يُستحصَل على الآرغون صناعياً من التقطير التجزيئي للهواء السائل في وحدات فصل الهواء المبرَّدة بعمق؛ حيث يُفصَل الآرغون (يغلي عند 87.3 كلفن) عن المكوّنين الرئيسيّيَن الباقييَن النتروجين السائل الذي يغلي عند 77.3 كلفن؛ والأكسجين السائل الذي يغلي عند الدرجة 90.2 كلفن. ينتج وفق هذه العملية سنوياً حوالي 700,000 طن من الآرغون في مختلف أرجاء العالم. يُجرى فصل مكوّنات الهواء تقنياً وفق عملية ليندة، حيث لا يُفصَل الآرغون في عمود التجزئة الرئيسي للعملية، إنّما في عمودٍ خاصٍّ به. يُستحصَل في البداية على آرغون خامّ، والذي يحوي على شوائب تتراوح بين 3–5 % أكسجين وحوالي 1 % نتروجين. يُعالَج الآرغون الخامّ في مرحلةٍ لاحقة، وذلك بإيصال درجة حرارة المزيج إلى درجة حرارة الغرفة، مع تطبيق ضغطٍ يتراوح بين 4–6 بار. ثمّ تضاف كمّية من الهيدروجين إلى الوسط حيث يتفاعل بوجود حفّاز مناسب مع الأكسجين ليتشكّل الماء؛ ثمّ تزال الغازات وتمرّر على عمود تجزئة آخر لفصل النتروجين، بحيث ينتج في النهاية غاز آرغون بنقاوةٍ تصل إلى 99.9999%. يمكن أن ينتج الآرغون من عمليات أخرى تتضمّن معالجة الغازات، مثل إنتاج الأمونيا وفق عملية هابر-بوش، وكذلك من إنتاج غاز الاصطناع أو إنتاج الميثانول؛ حيث تُفصَل الغازات إمّا بالامتزاز أو التقطير بالتجزئة كما في عملية ليندة من أجل الحصول على الآرغون النقي.

## النظائر
أكثر نظائر الآرغون انتشاراً في كوكب الأرض هو النظير آرغون-40 40Ar، والذي له وفرة طبيعية مقدارها 99.6%؛ في حين أنّ النظيرَين الآخرَين آرغون-36 36Ar وآرغون-38 38Ar لهما وفرةٌ مقدارها 0.34% و0.06%؛ على الترتيب. على العموم فإنّ للآرغون أربعة وعشرون نظيراً معروفاً، تتراوح أعداد الكتلة لها بين 30 و53، مع وجود مصاوغ نووي واحد وهو 32mAr. إنّ أطول نظائر الآرغون المشعّة عمراً هو النظير آرغون-39 39Ar بعمر نصف 269 سنة والنظير آرغون-42 42Ar بعمر نصف 32.9 سنة والنظير آرغون-37 37Ar بعمر نصف 35.04 يوم. لباقي نظائر الآرغون المشعّة أعمار نصف أقلّ من ساعتين وأغلبها أقلّ من دقيقة واحدة. أقلّ هذه النظائر المشعّة عمراً هو النظير آرغون-30 30Ar بعمر نصف أقلّ من 20 نانو ثانية.
ينشأ نظير الآرغون 40Ar من التحلّل الإشعاعي لنظير البوتاسيوم 40K، والذي له عمر النصف 1.25×109 سنة وذلك بنسبة 11.2% بعملية التقاط إلكترون أو انبعاث بوزيترون؛ في حين أنّ النسبة المتبقيّة (88.8%) يتحلّل فيها 40K إلى النظير المستقرّ 40Ca بعملية اضمحلال بيتا. يتمّ الاستفادة من هذه الخواص والنسب في تحديد عمر الصخور بواسطة التأريخ بنظائر البوتاسيوم-الآرغون. ينشأ النظير آرغون-39 39Ar في غلاف الأرض الجوّي من أثر الأشعّة الكونية، وذلك بشكلٍ رئيسيّ من التقاط نيوترون من النظير 40Ar، ويتبع ذلك انبعاث نيوترونَين؛ كما يمكن أن يتشكّل في الطبقات تحت السطحية؛ كما ينتج من التقاط نيوترون من النظير 39K ثمّ بانبعاث بروتون. ينتج النظير آرغون-37 37Ar من التقاط نيوترون من النظير 40Ca، ثمّ بانبعاث جسيم ألفا ننيجةً لإجراء اختبارات الأسلحة النووية تحت السطحية؛ وله عمر نصف مقداره 35 يوم.
أمّا في الكون فإنّ الآرغون ينشأ من تفاعلات الانصهار النجمي وذلك بشكلٍ سائدٍ وفق عملية ألفا بحيث أنّ النظير آرغون-36 36Ar هو النظير الأكثر وفرةً في الكون، حيث تصل نسبته فيه إلى 84.6% (وذلك وفقاً لقياسات الريح الشمسية). كما أنّ النسبة بين النظائر الثلاثة 36Ar : 38Ar : 40Ar في الغلاف الجوّي للكواكب الخارجية هي 1 : 1600 : 8400. وهذا يعاكس الوفرة النسبية الضئيلة للنويدة الابتدائية آرغون-36 36Ar في الغلاف الجوّي للأرض.

## الخواص الفيزيائية

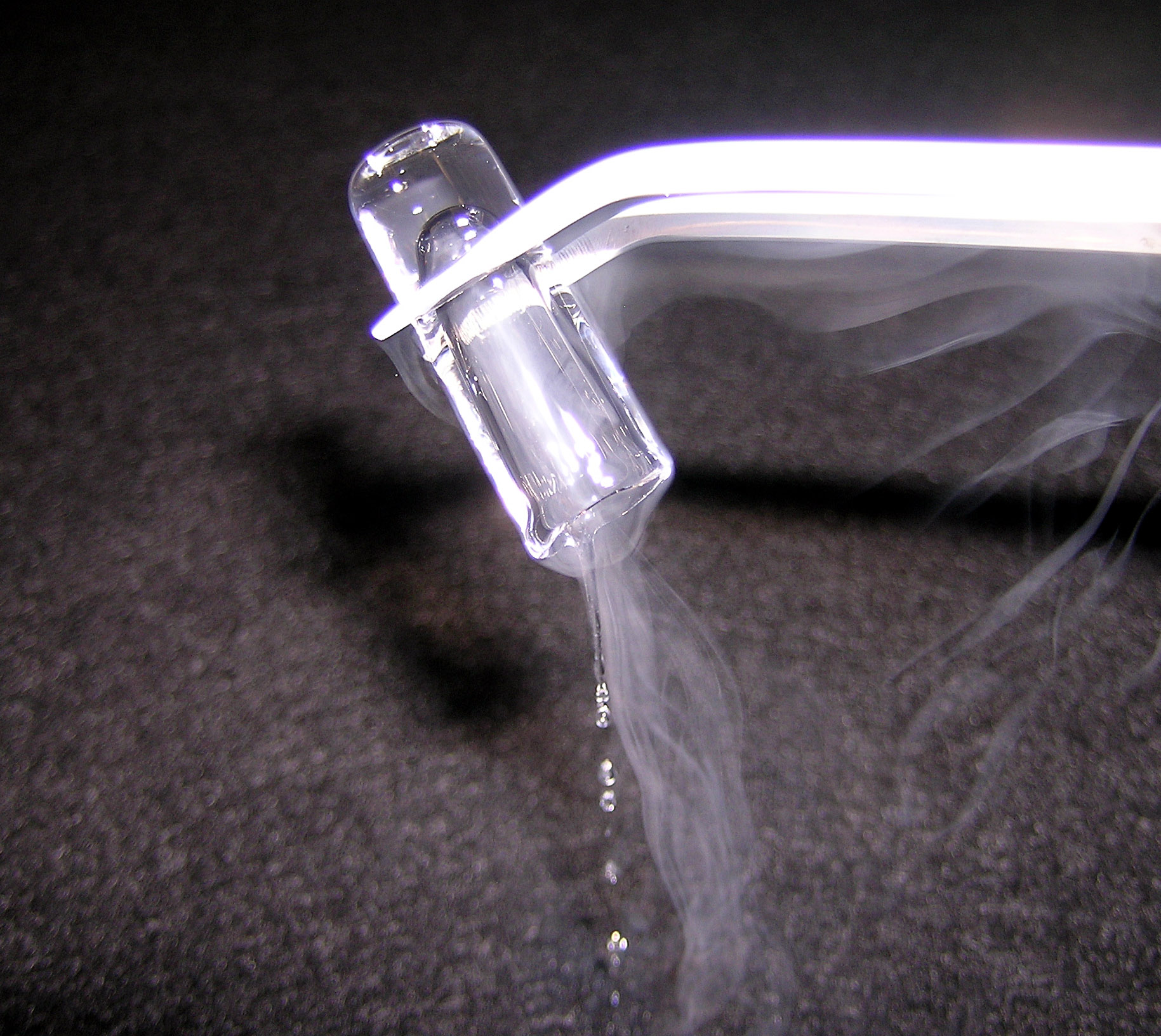
قطعة من الآرغون الصلب، ويلاحظ الانصهار السريع لها.

يوجد الآرغون في الشروط القياسية من الضغط ودرجة الحرارة على شكل غاز أحادي الذرّة عديم اللون والرائحة، وهو يتكاثف عند الدرجة 87 كلفن (−186 °س) ويتصلّب عند الدرجة 84 كلفن (−189.3 °س). يتبع الآرغون في الحالة الصلبة النظام البلّوري المكعّب، ويبلغ ثابت الشبكة البلورية فيه مقدار 526 بيكومتر عند الدرجة 4 كلفن.
بكثافةٍ مقدارها 1.784 كغ/م3 عند الدرجة 0 °س وضغط 1013 هكتوباسكال فإنّ الآرغون النقيّ أكثف من الهواء. تقع النقطة الثلاثية في مخطط أطوار الآرغون عند 83.8 كلفن و689 هكتو باسكال. أمّا النقطة الحرجة فهي عند 150.86 كلفن و4896 كيلوباسكال؛ والكثافة الحرجة عند قيمة مقدارها 0.536 غ/سم3.
إنّ الآرغون قابل للانحلال في الماء، حيث ينحلّ منه عند الضغط العادي والدرجة 0 °س مقدار 53.6 ميلي لتر لكلّ لتر ماء؛ وبذلك تقارب انحلالية الآرغون في الماء قيمة الأكسجين، وهو أكثر انحلالاً من النتروجين بمرتين ونصف.

## الخواص الكيميائية

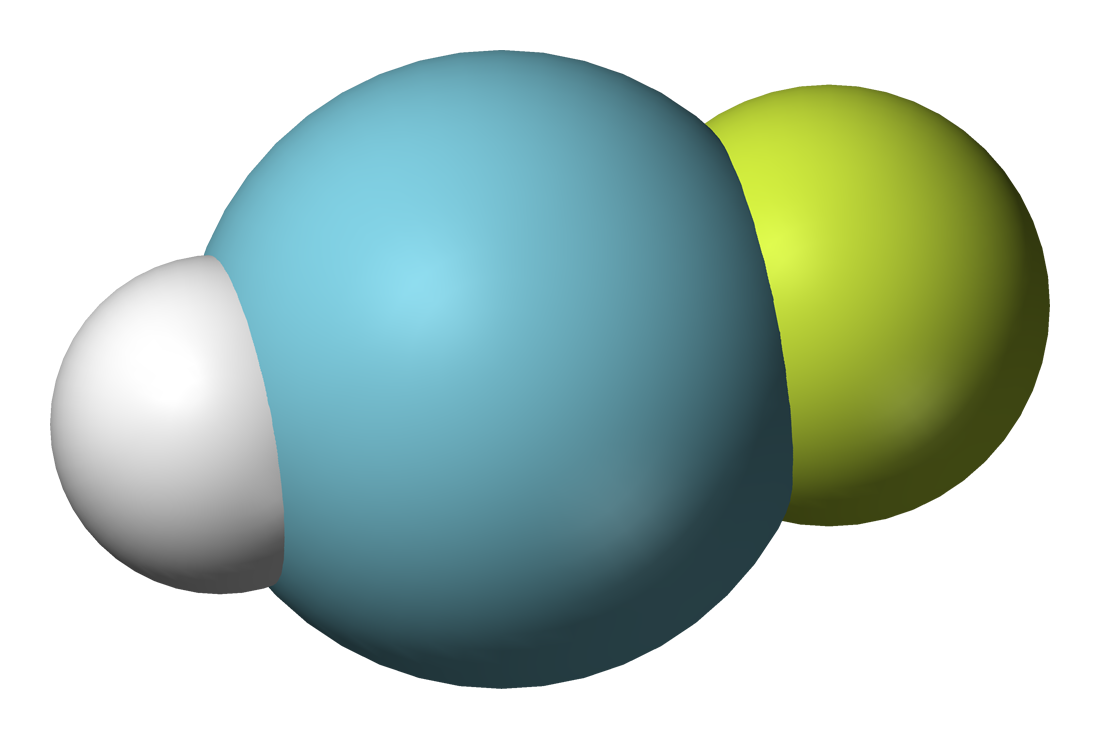
نموذج ملء الفراغ لمركّب فلوروهيدريد الآرغون.

ينتمي الآرغون إلى الغازات النبيلة، إذ يحقّق توزيعه الإلكتروني قاعدة الثمانيات، فالغلاف الإلكتروني الخارجي ممتلئ. وهذا يفسّر وجود الآرغون على شكل غازٍ أحاديّ الذرّة، كما يفسّر الخمول الكيميائي لهذا العنصر؛ إذ لا يتفاعل الآرغون في الشروط العادية مع أيّ عنصر آخر، ولا يميل إلى تشكيل أيّة مركّبات كيميائية. يمكن تحت شروط قاسية أن يشكّل الآرغون مركّبات ضعيفة الاستقرار عند درجات حرارة منخفضة جدّاً. فعلى سبيل المثال يتشكّل فلوروهيدريد الآرغون HArF، وهو مركّب من الآرغون مع عنصري الفلور والهيدروجين، عند درجات حرارة أدنى من 17 كلفن (−256 °س). لم يكن HArF أوّل المركبات المكتَشفة للآرغون، ولكنّه أصبح أكثرها شهرةً؛ إذ أنّ أوّل مركّب للآرغون هو المعقّد W(CO)5Ar مع خماسي كربونيل التنغستن، والذي عُزلَ أوّل مرّة سنة 1975، لكنه لم ينل الشهرةَ الكافية.
من الممكن أيضاً في شروطٍ خاصّة الحصولُ على معقّدات ArF في الحالة المثارة؛ وكذلك على أيونات على الشكل +ArH؛ أو على الشكل 2+ArCF2. يمكن نظرياً الحصول على مركّبات أخرى شبه مستقرّة للآرغون؛ لكن لم يتمّ التمكّن من اصطناعها وتحضيرها بعد؛ خاصّةً أنّ الحصول عليها يتطلّب شروطاً صعبة التحقيق. فعلى سبيل المثال، عُثرَ على الآرغونيوم، وهو شكلٌ أيوني من هيدريد الآرغون، في الوسط بين النجمي في الفضاء الخارجي. كما يمكن الحصول على شكل صلب من مزيج من الآرغون والهيدروجين Ar(H2)2، والذي تحقّق بنيته البلّورية نمط طور لافس، وذلك عند ضغوطٍ مرتفعةٍ للغاية تبدأ من 4.3 غيغاباسكال.
من جهة أخرى، يمكن للآرغون أن يشكّل مركّبات قفصية (كلاثيرات) مع الماء، عندما تُحتَجز ذرّات من الآرغون ضمن شبكة مكوّنة من جزيئات الماء. يكون هذ المركب القفصي مستقرّاً عند الدرجة −183 °س، وتكون سرعة تشكّله بطيئةً جدّاً؛ بالمقابل، فإنّه عند مزج الجليد مع الكلوروفورم يمكن أن يتشكّل مركب الآرغون القفصي عند −78 °س. وجد أيضاً أنّ مركّب كلاثيرات الآرغون مستقرٌّ أيضاً في وسطٍ من الهيدروكينون.

## الاستخدامات

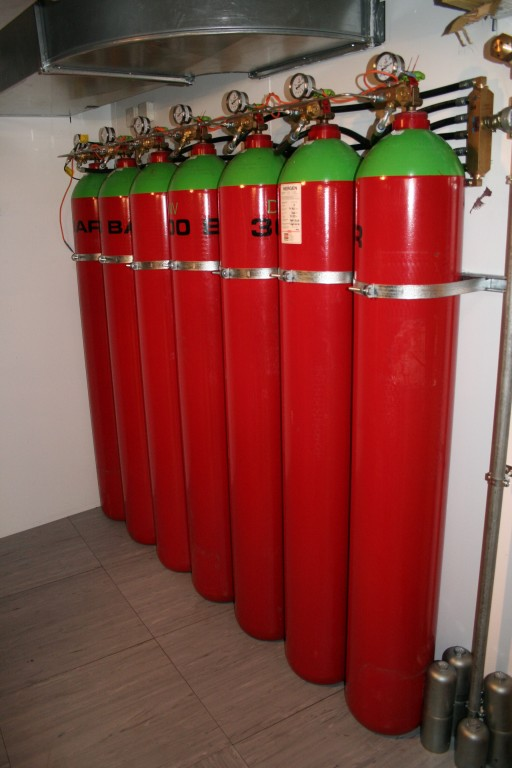
أسطوانات غاز حاوية على الآرغون ومخزّنة لاستخدامها في حالات الطوارئ من غير التسبّب بأذىً لمعدّات الخوادم.

يمتلك الآرغون العديد من الخواص التي تجعله مفضّلاً في عددٍ من التطبيقات، فهو غاز خامل كيميائياً، وعازل حرارياً، كما أنّه سهل التوفّر ورخيص نسبياً بالمقارنة مع الغازات النبيلة الأخرى.

### تطبيقات صناعية
غاز الحجب
يستخدم الآرغون في بعض العمليات الصناعية المُنجَزة عند درجات حرارة مرتفعة، والتي تصبح عندها بعض المواد غير النشيطة في العادة نشيطةً بسبب الحرارة. فعلى سبيل المثال، يستخدم جوّ من الآرغون في أفران الغرافيت الحرارية من أجل منع الغرافيت من الاحتراق، إذ أنّ الأكسجين والنتروجين يسبّب تلفاً في الغرافيت عند درجات الحرارة المرتفعة. ومن الأمثلة الشهيرة أيضاً استخدام الآرغون غازاً حاجباً في عمليات اللحام القوسي، مثل اللحام القوسي بالمعدن والغاز واللحام القوسي غاز خامل-تنغستن. كما يستخدم الآرغون أيضاً في عمليات المعالجة عند استخلاص الفلزّات النشيطة مثل التيتانيوم؛ وفي عمليات نموّ البلّورات الأحادية من السيليكون والجرمانيوم.
غاز التعبئة

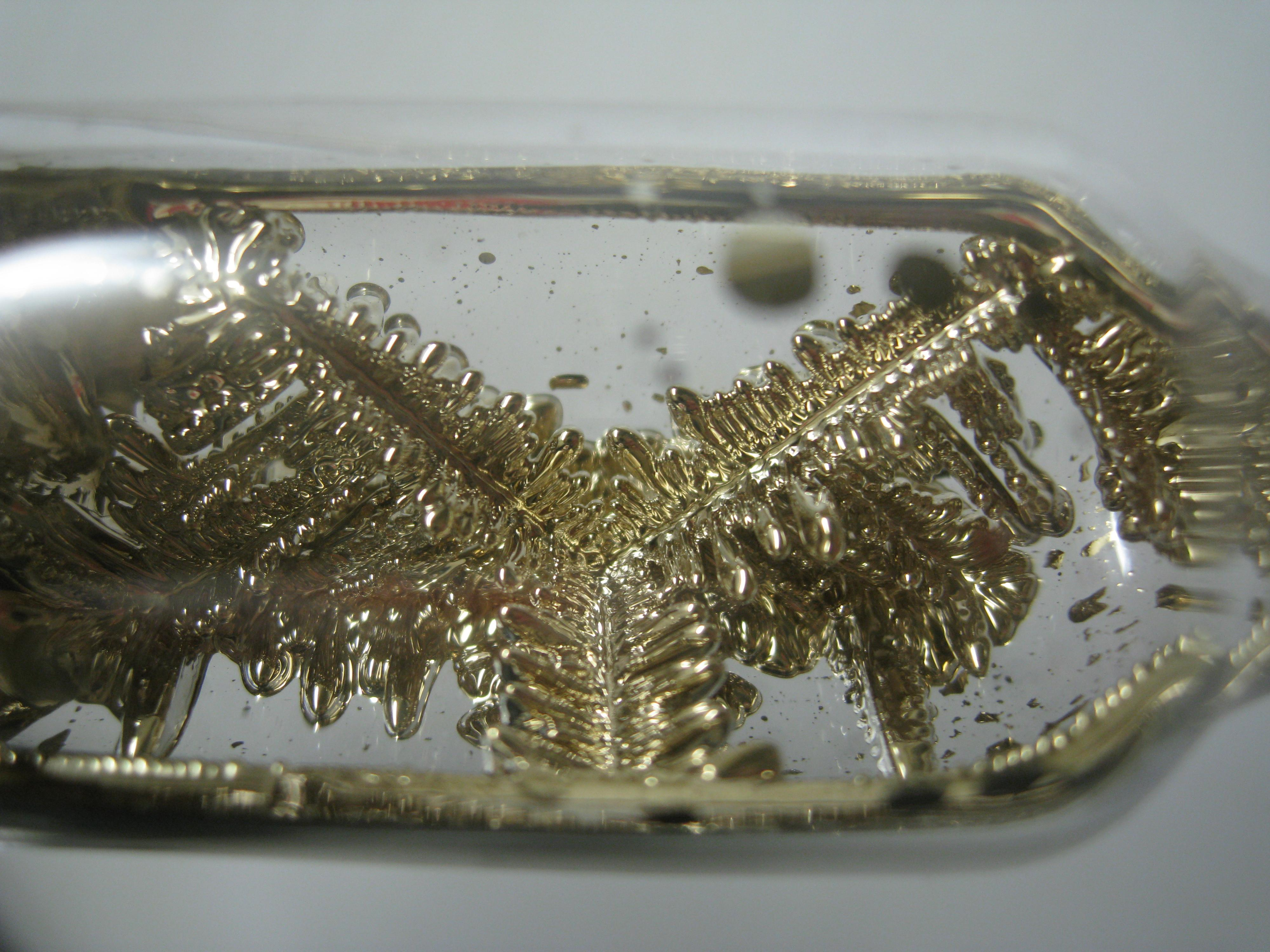
عيّنة من السيزيوم محفوظة داخل قارورة من الآرغون لمنع التفاعل مع أكسجين الهواء.

يُستخدَم الآرغون في الصناعات الغذائية أثناء عمليات التعبئة لبعض الأغذية الحسّاسة للأكسجين مثل اللحوم، ممّا يساعد على إطالة فترة الصلاحية؛ وهو مرخّص لذلك في الاتحاد الأوروبي، وله رقم إي E938. بالتالي فإنّ التأثيرات الناجمة عن الأكسدة الهوائية والتحلّل المائي (الحلمهة) والتفاعلات الكيميائية الأخرى التي تسبّب فساد الأغذية يمكن استبعادها بشكلٍ شبهِ كاملٍ بهذه الطريقة.
يمكن أن يُستخدَم هذا الأسلوب أيضاً في الصناعات الدوائية عند تعبئة بعض العقاقير والمستحضَرات الصيدلانية؛ وكذلك في صناعة النبيذ، إذ يفسد الأكسجين مذاقه. بالإضافة إلى ذلك فإنّ الآرغون هو الخيار الأفضل في حفظ منتجات مثل الورنيش والبولي يوريثان والطلاء؛ إذ يؤدي تأكسد المركّبات المكوّنة لهذه المنتجات إلى تلفها.
منذ سنة 2002 يقوم الأرشيف الوطني الأمريكي بحفظ المستندات والوثائق التاريخية المهمّة، مثل إعلان الاستقلال الأمريكي ودستور الولايات المتحدة في واجهات عرضٍ زجاجية مملوءة بجوٍّ من الآرغون لحفظها من التحلّل؛ والآرغون مفضّل في ذلك على الهيليوم، إذ أنّ ألأخير يتفلّت من المسامات بين الجزيئية لأغلب المواد، وينبغي لذلك تبديله باستمرار.
إخماد الحرائق
يُستخدَم الآرغون أحياناً في مكافحة الحريق في الأماكن المغلقة الحاوية على تجهيزات إلكترونية، والتي من الممكن أن تتضرّر عند إخماد النيران بالماء أو بالرغوة.

### تطبيقات علمية

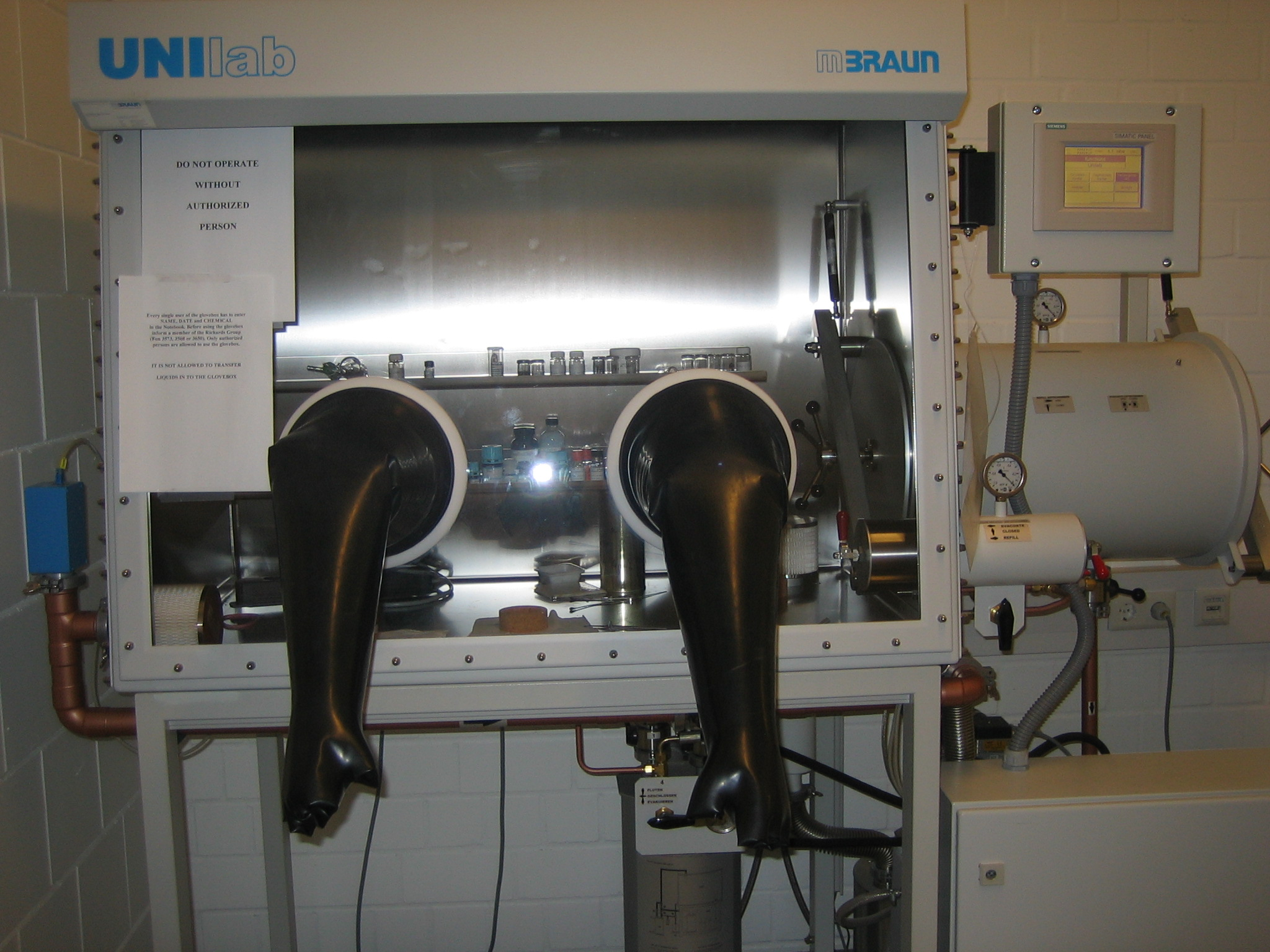
عادةً ما يُملأ صندوق القفازات بغاز الآرغون، من أجل التجارب التي ينبغي إجراؤها بمعزلٍ عن الهواء.

للآرغون بعض التطبيقات في مجال الأبحاث العلمية. إذ يُستخدَم الآرغون السائل هدفاً في تجارب النيوترينو وأبحاث المادّة المظلمة؛ حيث أنّ التأثير المتبادل بين جسيمات التآثر الضعيف الضخمة الافتراضية وبين نوى الآرغون يصدر وميضاً يمكن أن يُضخَّم بواسطة صمّامات، خاصّةً أن للآرغون معدّل إصدار مرتفع من الوميض (حوالي 51 فوتون/كيلو إلكترون فولت.) لكن بالمقابل، فإنّ إشعاع بيتّا في الخلفية الناجم عن نوى 39Ar يؤدّي إلى تشويشٍ في الكشف عن الوميض؛ إلّا إذا استُحصِلَ على الآرغون من مصادرَ تحتِ أرضيّة وليس من الغلاف الجوّي. في هذه التجربة عميقة التبريد يُستخدَم الآرغون السائل مرتفعُ النقاوة في جهازٍ يدعى «حجرة إسقاط الزمن»، والذي يهدف إلى تمثيل تآثرات النيوترينو مع المادّة.
عادةً ما يُستخدَم غاز الآرغون في المختبرات الكيميائية غازاً خاملاً ضمن تمديدات شلينك وصندوق القفازات من أجل حجب المتفاعلات عن الهواء. كما يمكن أن يُستخدَم الآرغون غازاً حاملاً من أجل حمل المواد الكيميائية في تقنية الاستشراب الغازي وفي التأيّن بالترذيذ الإلكتروني في تقنية مطيافية الكتلة؛ كما أنّه الغاز المفضّل في تأمين وسطٍ خاملٍ في عددٍ من التقنيات المخبرية، مثل تقنية البلازما المقترنة بالحثّ والمجهر الإلكتروني الماسح والترسيب بالرشّ المهبطي؛ وغيرها.
تُستخدَم درجةُ الحرارة 83.8058 كلفن عند النقطة الثلاثية للآرغون درجةَ حرارةٍ معياريةٍ في مقياس درجة الحرارة العالمي.

### تطبيقات طبية
يُستخدَم الآرغون السائل في عمليات الجراحة البردية مثل الاستئصال، وذلك بإتلاف الخلايا المراد استئصالُها، كالخلايا السرطانية على سبيل المثال، بالتبريد العميق. بأسلوبٍ آخرٍ يُستخدَم الآرغون في نوعٍ من أنواع الجراحة الكهربائية التي تستخدم مِشعلاً من بلازما الآرغون لعمليات القطع؛ إلّا أنَ هذا الإجراء يترافق مع خطر تشكيل انصمامٍ غازي، وهو ما أدّى إلى حدوث حالة وفاة واحدة على الأقل جرّاء ذلك. يُستخدَم ليزر أزرق من الآرغون في عمليات الجراحة من أجل لأم الشرايين وإتلاف الأورام وفي عمليات العيون. كما تجرى أبحاث تهدف إلى استخدام الآرغون بدلاً من النتروجين في غاز التنفس أو عند تخفيف الضغط من أجل تسريع طرد النتروجين المنحلّ في الدمّ.

### الإضاءة
يُستخدَم غاز الآرغون في ملء المصابيح المتوهّجة من أجل حماية سلك التوهّج المصنوع من التنغستن من التلف نتيجة الأكسدة. كما يُستخدَم الآرغون في فيزياء الجسيمات نظراً للكيفية التي يتأيّن بها وبالضوء الصادر عند تفريغه في تصميم مصابيح مصدرة للضوء، مثل مصباح البلازما وفي تصميم المسعر الذي يقيس طاقة الجسيمات.
تصدر مصابيح التفريغ الحاوية على الآرغون ضوءاً ذا لون بنفسجي/ليلكي، ويميل إلى اللون الأزرق في حال وجود الزئبق. كما يكون لون ليزر الآرغون ذا لون أخضر أو أزرق.

### متفرقات
يُستخدَم الآرغون عازلاً حرارياً في عمليات التزجيج؛ كما يُستخدَم في الغوص بجهاز التنفّس المكتفي ذاتياً من أجل نفخ البدلات الجافّة بسبب خموله الكيميائي وبسبب عزله الحراري. في تطبيقٍ آخر يُستخدَم غاز الآرغون في مادّةً دافعةً للصواريخ، الفضائية منها مثل صاروخ البلازما المغناطيسية متغير الاندفاع النوعي أو القتالية مثل إيه آي إم-9 سايدويندر.
يُستخدَم نظير الآرغون 39Ar، الذي يبلغ عمر النصف لديه 269 سنة، في أساليب التأريخ الإشعاعي مثل التأريخ بنظائر بوتاسيوم-آرغون والتأريخ بنظائر آرغون-آرغون من أجل تحديد عمر العيّنات اللبّية الجليدية والمياه الجوفية؛ وكذلك عمر الصخور الرسوبية والمتحوّلة والنارية.
يمكن أن يُستخدَم الآرغون في مزارع تربية الدواجن من أجل خنق الطيور، وذلك إمّا في عمليات الاستنقاء بعد تفشّي الأوبئة؛ أو كوسيلةٍ اختياريةٍ أكثرَ رفقاً بالحيوان من الصعق الكهربائي؛ وما يساعد في ذلك أنّ الآرغون أكثف من الهواء، فيكون بالتالي قريباً من سطح الأرض. كما يمكن أن يُستخدَم الآرغون ضمن المنشّطات الرياضية من أجل محاكاة حالات نقص مستويات الأكسجين لتحفيز إنتاج الإريثروبويتين؛ وقد أضافت الوكالة العالمية لمكافحة المنشّطات سنة 2014 غازَي الآرغون والزينون إلى لائحة المواد والوسائل الممنوعة والمحظورة، على الرغم من عدم تسجيل حالات مخالفة في ذلك في الميادين الرياضيّة.

## المخاطر
لا يشكّل الآرغون خطورةً من حيث خواصه الكيميائية، فهو غازٌ خاملٌ ومن مكوّنات الهواء الطبيعية في الأرض؛ ولكنّ الخطورة تنجم عن خواصّه الفيزيائية؛ فالآرغون النقيّ أكثف من الهواء بحوالي 38%، بالتالي فخطورة الاختناق في الأماكن المغلقة أمرٌ محتمَل. وما يزيد الخطورةَ صعوبةُ الكشف عنه، فهو من غير لونٍ أو رائحةٍ أو مذاقٍ. سُجّلَت سنة 1994 حالةُ وفاةٍ لعاملٍ اختنق من الآرغون بعد دخوله مقطعاً مغلقاً مملوءاً بالآرغون داخل خط أنابيب نفطي تحت الإنشاء في ألاسكا؛ مما يستوجب الحيطة والحذر واتخاذ إجراءات السلامة المناسبة عند الاستخدام والتخزين عند التعامل بهذا الغاز.

## هوامش
1. ↑  ويُكتَب أرجون[2] أو أرغون[3]
2. ↑  H. F. Newall وW. N. Hartley